# 황푸구 (광저우시)

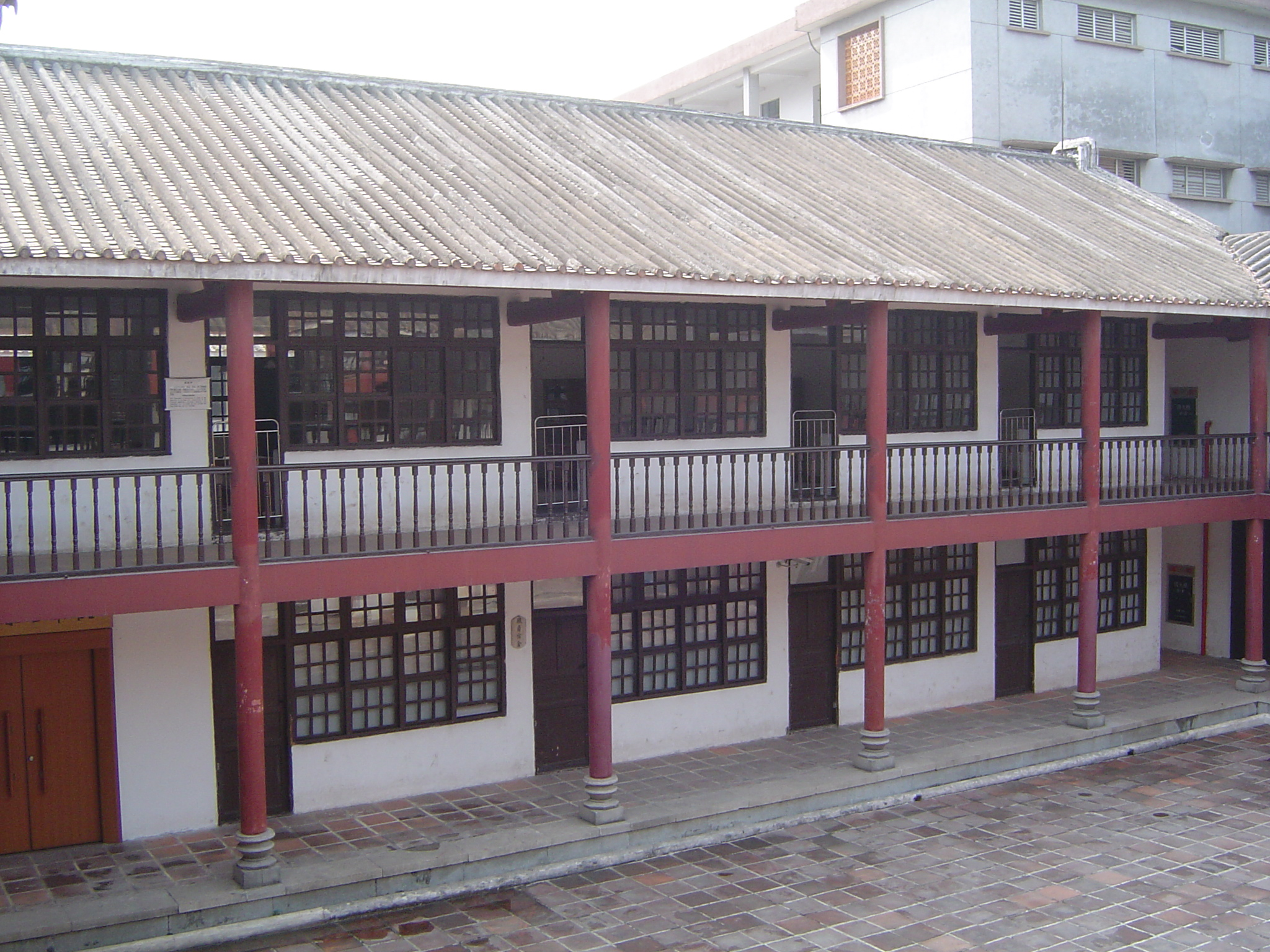
황푸군관학교

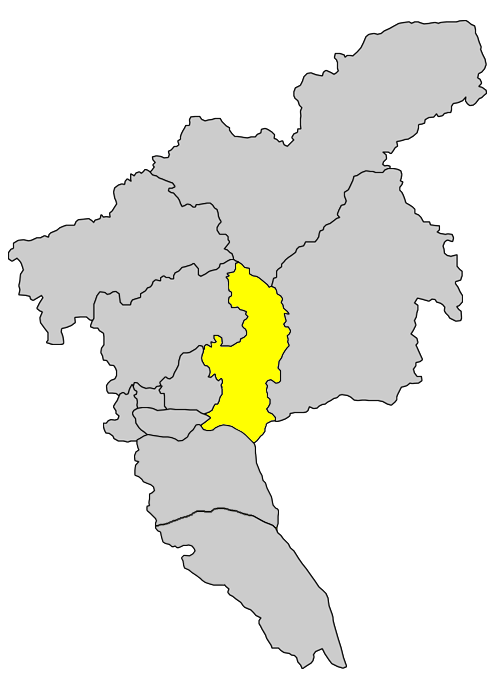
황푸 구의 위치

황푸구(중국어: 黄埔区, 병음: Huángpù Qū)는 중화인민공화국 광둥성 광저우시의 현급 행정구역이다. 넓이는 484.17km2이고, 인구는 2018년 기준으로 1,114,100명이다.
황푸군관학교가 1924년에 황푸 구에 세워졌다.
광저우의 공업이 발달된 구 중 하나이다. 그래서 구에는 많은 공장과 선창들이 위치해있다. 또한 주로 사업가들이 들르는 몇 개의 호텔들이 있다. 이 호텔들은 특히 광전회 때 붐빈다.
황푸는 또한 18세기에 중국과 교역하는 유럽의 많은 화물선들을 위한 선창가였다.
2014년 2월 뤄강 구와 통합하였다. 구청도 뤄강로 이동하였다.

## 행정 구역

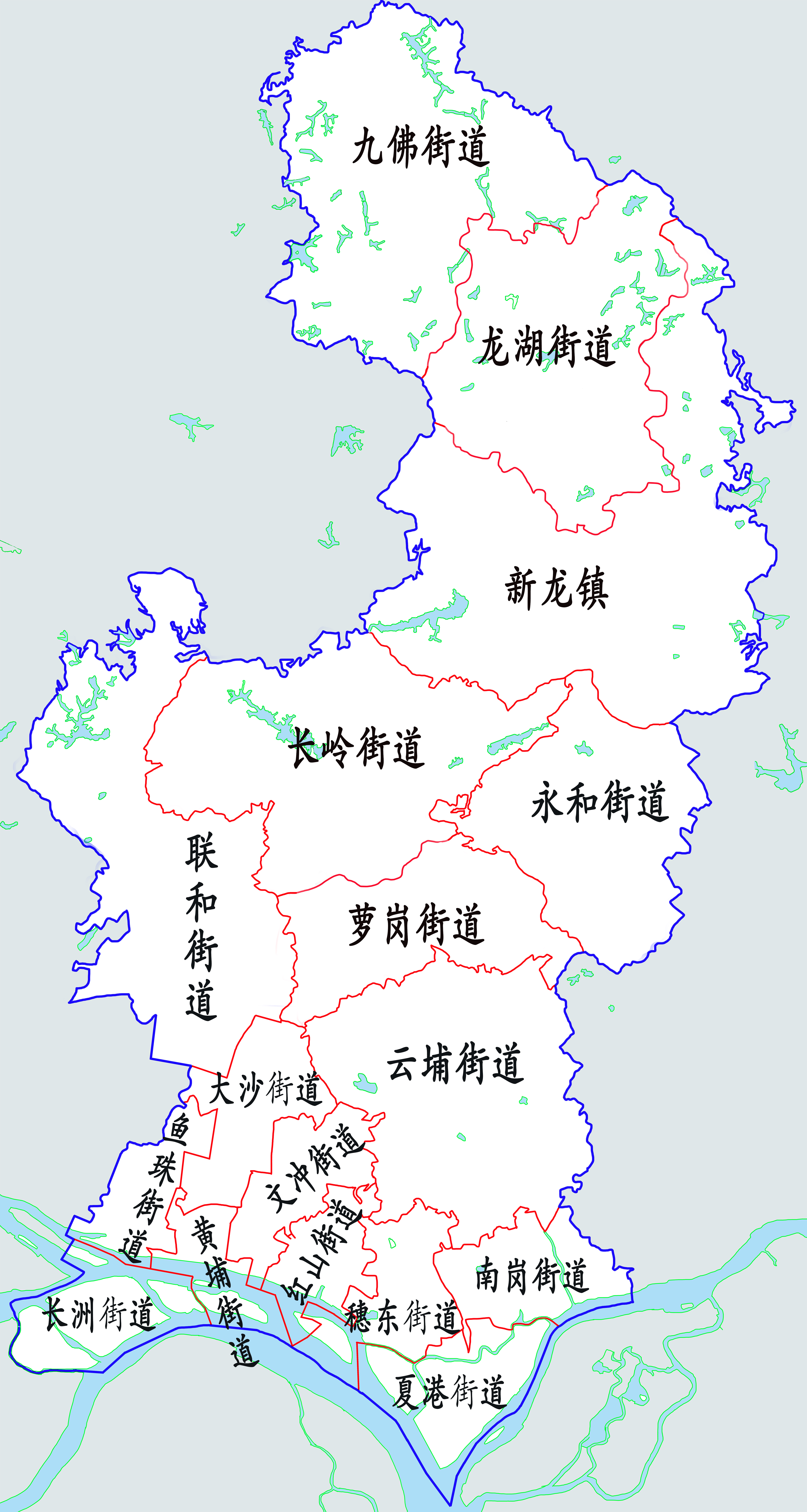
황푸구의 행정구역

16가도 1진을 관할하다.구청 소재지는 뤄강가도(萝岗街道)이다.
- 가도: :黄埔街道、红山街道、鱼珠街道、夏港街道、大沙街道、文冲街道、南岗街道、穗东街道、长洲街道、联和街道、永和街道、萝岗街道、长岭街道、云埔街道、九佛街道、龙湖街道
- 진 :新龙镇